# المرقبان
المرقبان قرية سعودية، ومركز يتبع محافظة أضم بمنطقة مكة المكرمة و تعتبر إحدى قرى قبيلة بني ذبيان العريقة ، تقع في شمال غرب مدينة أضم بمسافة نحو (25) كم و تبعد عن مدينة الباحة ( 86.5 ) كم.